# Upminster Bridge (Metropolitano de Londres)
Upminster Bridge é uma estação do Metrô de Londres no bairro de Upminster Bridge, em Upminster, no borough londrino de Havering, leste de Londres. Fica na linha District entre Hornchurch a oeste e Upminster a leste. São 1,2 quilômetros (0,75 mi) ao longo da linha do terminal leste em Upminster e 33 quilômetros (21 mi) para Earl's Court no centro de Londres, onde a linha se divide em vários ramais. A estação foi inaugurada em 17 de dezembro de 1934 pela London, Midland and Scottish Railway nos trilhos eletrificados locais entre Upminster e Barking que foram construídos em 1932. O edifício da estação principal, na Upminster Road, tem um design poligonal distinto de William Henry Hamlyn. Tem uso relativamente baixo para uma estação suburbana, com aproximadamente 1,15 milhão de entradas/saídas de passageiros em 2017.

## História
A London, Tilbury and Southend Railway de Londres Fenchurch Street e Barking foi construída através da área da Ponte Upminster em 1885, com estações em Hornchurch e Upminster. A Whitechapel and Bow Railway foi inaugurada em 1902 e permitiu que os serviços da District Railway operassem para Upminster. A Metropolitan District foi convertida em trens elétricos em 1905 e os serviços foram cortados para East Ham. Atrasados pela Primeira Guerra Mundial, trilhos eletrificados foram estendidos pela London, Midland and Scottish Railway até Upminster e os serviços diretos foram retomados em 1932. A District Railway foi incorporada à London Transport em 1933 e ficou conhecida como District line.
Os novos trilhos construídos pela London, Midland and Scottish Railway permitiram a construção de estações intermediárias adicionais nas linhas locais entre 1932 e 1935. O aumento da procura local foi causado pela expansão da área construída dos subúrbios de Londres durante o período entreguerras. A estação intermediária na ponte Upminster foi projetada por William Henry Hamlyn, o arquiteto-chefe do LMS, e inaugurada com plataformas nas linhas elétricas locais em 17 de dezembro de 1934. A estação era operada pela London, Midland and Scottish Railway, mas era servida apenas por trens da linha District. Após a nacionalização das ferrovias em 1948, a gestão da estação passou para a British Railways e em 1969 a propriedade foi transferida para o Metrô de Londres.

## Design

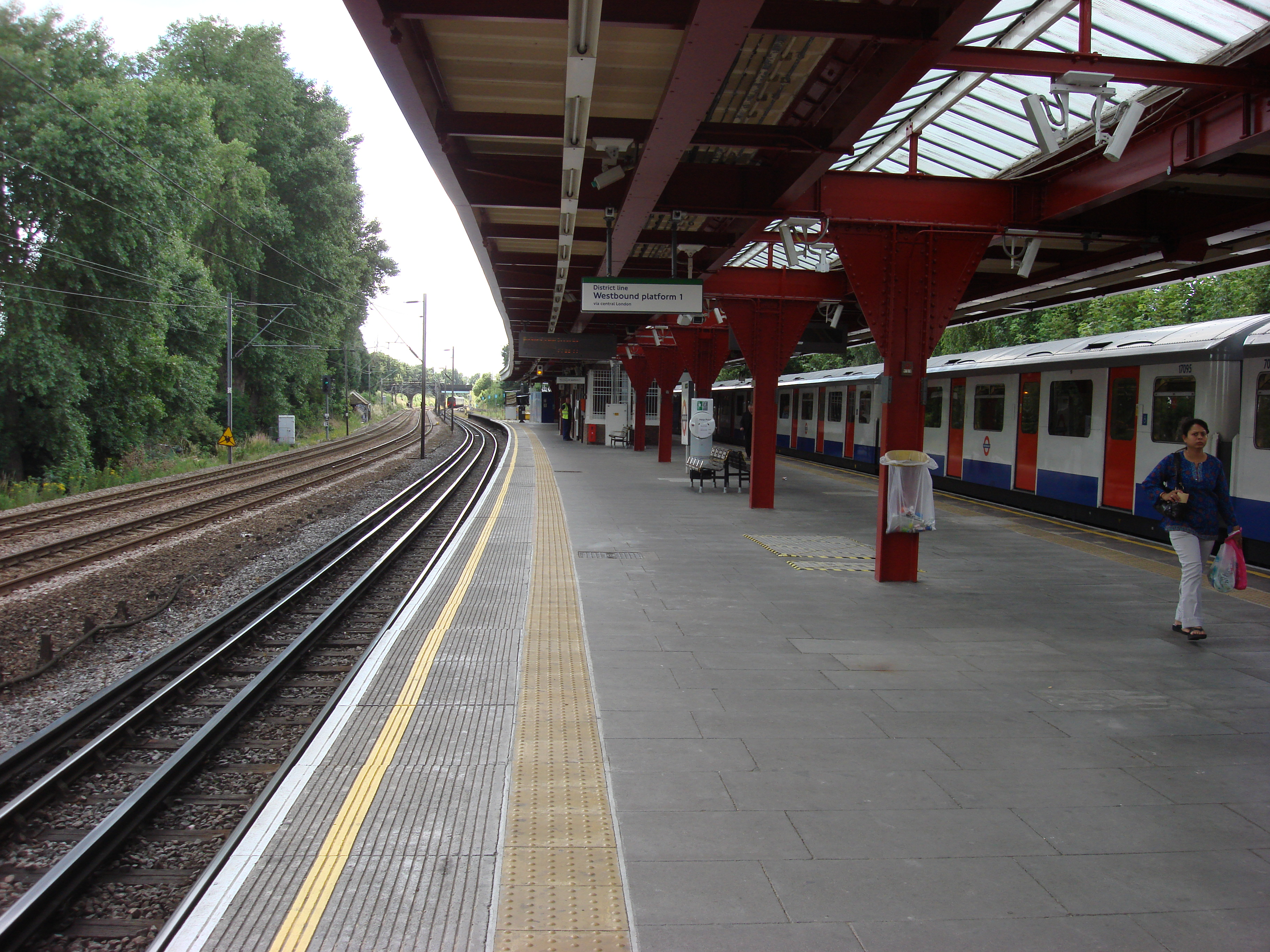
Plataforma central com um trem para Upminster no sentido leste na plataforma e os trilhos da linha principal à esquerda

A estação consiste em uma plataforma central entre os trilhos que são elevados em uma faixa de domínio ferroviária. Existem quatro pistas no local, embora não haja plataformas para as linhas principais. Toda a extensão da plataforma é coberta por uma única cobertura com sala de espera central.

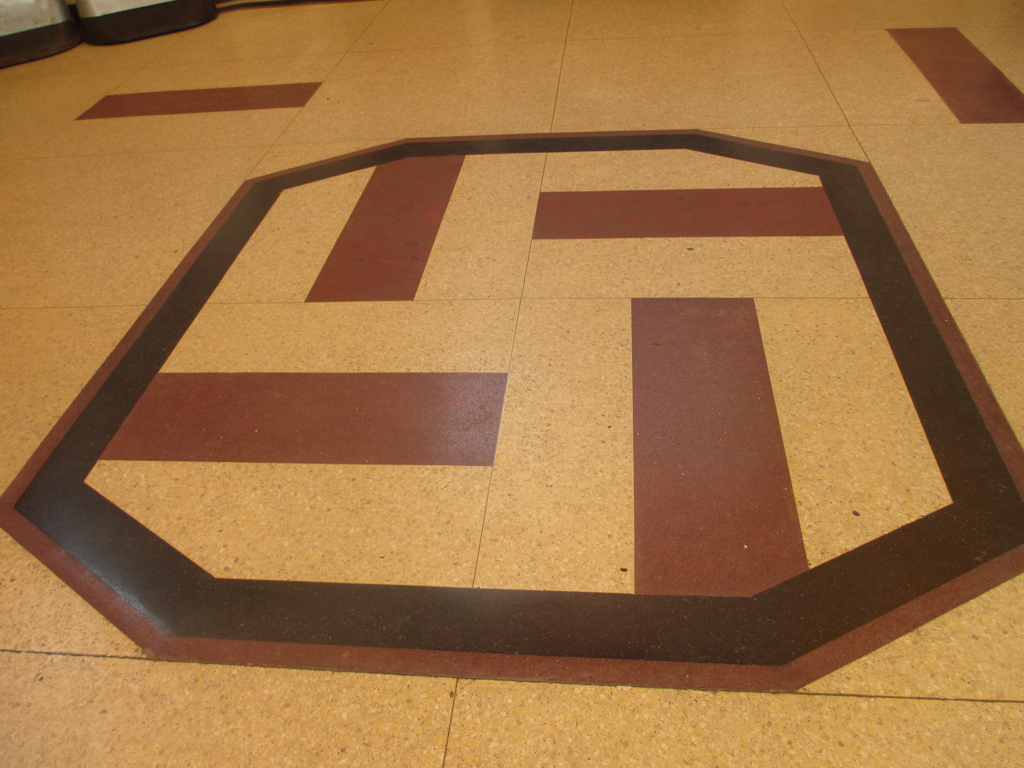
A suástica na bilheteria

A bilheteria Art Déco de tijolos vermelhos está localizada abaixo do nível da plataforma, à qual está ligada por metrô e escadas. Embora semelhante aos outros edifícios térreos da estação nesta parte do percurso, destaca-se pela cobertura do átrio alto e pela forma poligonal. O piso é revestido com padrão de suástica invertida, um desenho decorativo popular na época em que a estação foi construída. A estação foi listada localmente como um edifício de interesse patrimonial local pelo Conselho Municipal de Havering Londres.
Como parte do acordo de parceria público-privada para a manutenção do Metrô de Londres, a estação foi remodelada pela Metronet durante 2005 e 2006. As obras incluíram o fornecimento de faixas táteis e corrimãos com cores contrastantes para deficientes visuais, instalação de câmeras de televisão em circuito fechado, pontos de atendimento aos passageiros, novos displays eletrônicos de informações de embarque nas plataformas, novo sistema de alto-falantes e iluminação aprimorada. A estação não tem acesso sem degraus das plataformas à rua.

## Localização

Localização da estação em parte da linha District

A estação tem o nome de uma travessia próxima do rio Ingrebourne. O rio era a fronteira entre as antigas paróquias de Hornchurch e Upminster e a estação está localizada no lado oeste de Hornchurch. A estação está situada na Upminster Road, no borough londrino de Havering, e é ladeada por um desfile de lojas. Ele está situado em uma área principalmente residencial e fica perto do Havering Sixth Form College e do Hornchurch Stadium.
A principal rota de caminhada do London Loop passa fora da estação e forma o ponto final da seção 22 de Harold Wood e o ponto inicial da seção 23 para Rainham. A estação está localizada na extremidade leste da linha District e é a penúltima estação antes do terminal em Upminster. A estação Upminster fica a 1,24 quilômetros (0,77 mi) a leste da estação e Hornchurch fica 1,26 quilômetros (0,78 mi) para o oeste.
As rotas 193, 248 e 370 dos ônibus de Londres atendem a estação, fornecendo conexões para County Park Estate, Cranham, Lakeside, Queen's Hospital e Romford.

## Serviços
A estação fica na zona tarifária 6 de Londres. O serviço típico fora de pico da estação é de 12 trens da linha District por hora para Upminster e 12 para Earl's Court, dos quais seis continuam para Ealing Broadway e seis continuam para Richmond. Nos períodos de pico o número de trens por hora aumenta para 15 e alguns trens continuam de Earl's Court para Wimbledon. Os serviços para o centro de Londres operam aproximadamente das 05h00 às 23h30 e os serviços para Upminster operam aproximadamente das 06h00 às 01h30. O tempo de viagem até Upminster é de dois minutos.
Desde 2006, a estação é uma das primeiras da rede a funcionar sem bilheteria.
Durante 2011 registaram-se 990 mil entradas e saídas de passageiros na estação, continuando a tendência de crescimento dos oito anos anteriores, mas inferior às estações vizinhas na rota.